# Oda Hidenobu
Oda Hidenobu (織田秀信?   1580-24 de julio de 1605) fue hijo de Oda Nobutada y vivió durante el período Azuchi-Momoyama a finales del siglo XVI.

## Disputa de sucesión
Cuando Oda Nobutada y Oda Nobunaga, el padre y abuelo de Hidenobu respectivamente, murieron durante el Incidente en Honnō-ji en 1582, hubo una disputa acerca de quien debía gobernar el clan Oda. Toyotomi Hideyoshi apoyaba a Hidenobu, mientras que Oda Nobutaka, tío de Hidenobu era apoyado por Shibata Katsuie. Aunque Hidenobu sólo contaba con 2 años de edad, fue elegido como el heredero del clan.

## Batalla de Sekigahara
Hidenobu peleó del lado de Ishida Mitsunari durante la Batalla de Sekigahara del año 1600, durante la cual controló el castillo Gifu, un punto estratégico importante en los planes de Ishida; sin embargo, perdió durante los ataques de Ikeda Terumasa y Fukusima Masanori al castillo. Después de perder en Sekigahara, los vasallos de Hidenobu cometieron seppuku en el castillo Gifu, manchando de sangre los pisos de lo que se convertiría más tarde en el techo del Templo Sōfuku.
Hidenobu murió en el año 1605.